# 柏文蔚

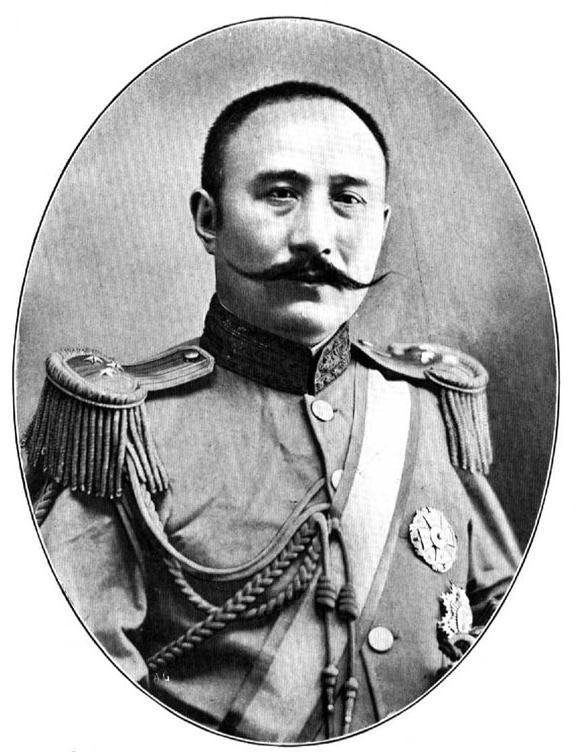

柏文蔚（1876年6月8日—1947年4月26日），字烈武，安徽省鳳陽府寿州人，中国民主革命家，清末民初军事将领、政治人物。

## 生平

### 清末的活动
1896年（光緒24年）他中秀才。此後，他入安徽大学堂。1902年，传闻清政府和俄国签订密约，安徽籍留日学生陈仲甫(独秀)、潘赞华等和安徽大学堂及安徽武备学堂学生柏文蔚、郑赞丞等在安庆组织励志学社。1902年（光緒28年），他和趙声在南京组织强国会，图谋反清。因事洩而失敗，他回到安徽省入安徽武備学堂。
1904年（光緒30年）他任安徽公学教員。1905年（光緒31年），陳独秀组织岳王会，他任南京分会分会長。同年9月，他应南京第9鎮第17協第33標第2营管带趙声的招聘，任该营前隊隊官。趙声任第33標標統后，柏文蔚升任第2营管带。
1906年（光緒32年），他加入中国同盟会。同年秋，柏文蔚和同郷孫毓筠共謀以炸弹暗杀两江总督端方。刺杀失敗后，他逃到東北，加入吉林省的胡殿甲所率的吉強軍。1907年（光緒33年），吴禄貞负责吉林省边境事務，经吴推举，柏任参謀。1908年（光緒34年）吴任新軍第1鎮鎮統，柏任哈尔滨屯田营管带。1910年（宣統2年）2月，他任奉天督練公所参謀。

### 辛亥革命、二次革命

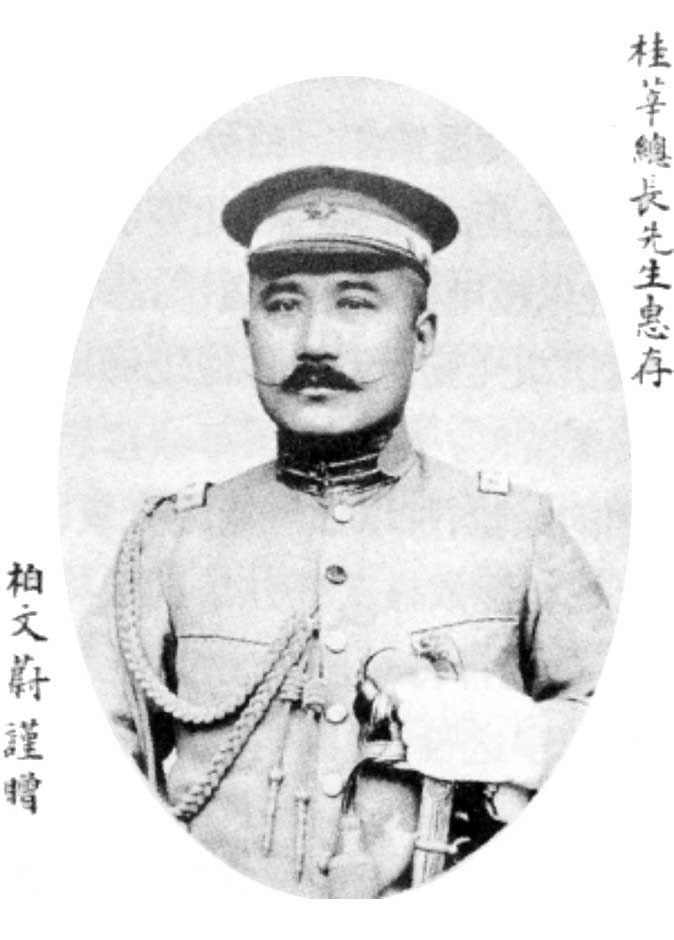
柏文蔚题赠北京政府内务总长朱启钤的照片

1911年（宣統3年）夏，他和馮麟閣、藍天蔚计划在東北举行起义。同年10月10日武昌起義爆发，柏文蔚回到南方，参加攻打南京。同年11月，柏任寧軍第1軍統制。
1912年（民国元年）1月南京臨時政府成立，柏文蔚軍改为中華民国第1軍。1912年1月15日中华民国临时政府授予陆军左将军加大将军衔。4月，为停止安徽省的政治混乱，率軍入安徽省。此后继孫毓筠署理安徽都督兼民政長。7月，柏正式被任命为安徽都督，9月获授陸軍中将位（1912年9月24日中华民国北京政府授陆军中将并加上将衔）。他统治安徽省时期，致力于禁止鸦片等民政改革。
1913年（民国2年）5月，柏文蔚和湖南都督譚延闓、江西都督李烈鈞、广東都督胡漢民联名通电，反对袁世凱的善後大借款。6月，袁罢免了柏、李、胡三位都督，并派軍队南進。7月，柏发表了反袁派都督各省独立宣言，举兵反袁。二次革命爆发。此后，反袁派敗北，柏流亡日本。
1914年（民国3年）他加入中華革命党。1915年（民国4年）12月護国战争爆发，柏文蔚到南洋为護国軍募集資金。1916年（民国5年）2月29日他归国，到上海。1916年10月8日再授陆军中将并加上将衔。

### 護法战争后

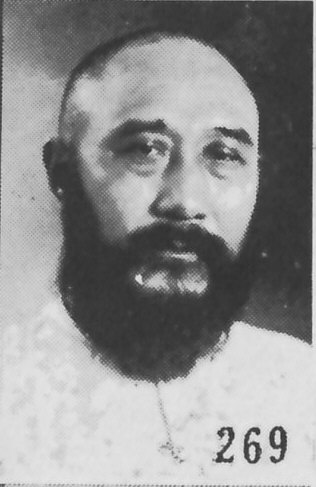
柏文蔚

護法战争爆发后，1918年（民国7年）10月，柏文蔚出任川鄂靖国联军施宜前敌总指挥。此後他在孫文手下历任重要军职。1921年（民国10年）5月，他任总統府顧問。1922年（民国11年）4月，他任長江上游招討使。1924年（民国13年）1月他任北伐討賊軍第2軍軍長。同月，他当选中国国民党中央執行委員。
孫文死後的1926年（民国15年）8月，他任国民革命軍第33軍軍長，转战安徽省各地。1927年（民国16年）4月12日蒋介石发动清党，柏文蔚发表声名反对。9月寧漢合流後，他被罢免第33軍軍長，改任国民政府委員。1927年冬，他在寿县成立北路宣慰使署学兵团，参与筹办的有许多中国共产党派出的人员如孙一中、廖运泽、孙天放、张慕韩、陶之光、叶守成、王孜堂、陶秉哲、廖运周、许光达等，1928年2月6日该团开学。
1928年（民国17年）8月，柏文蔚加入反蒋介石的中国国民党改組同志会。11月他被中国国民党除名。1930年（民国19年）反蒋各派召开北平扩大会議，他任常務委員，后反蒋派敗北。1931年（民国20年），他获得中国国民党恢復党籍。此後他和馮玉祥主张国共合作对日抗战。
其晚年过着清貧的生活，1947年（民国36年）引退，同年4月26日於上海病逝，享年72歲。:8342

## 評價
章太炎評價四督之柏文蔚：「柏文蔚近于無能，不通事理，且無一定主義，不能獨立處事。」四督指江西都督李烈鈞、湖南都督譚延闓、安徽都督柏文蔚、廣東都督胡漢民，四人于1913年5月共同反對善後大借款，章太炎即評於此事發生后。

## 误读
2016年，张耀杰出版《民初命案：陈其美的黑道传奇》一书，在书中称：“我最近翻阅中华书局1983年版《孙中山全集》第三卷，意外发现孙中山针对柏文蔚、李烈钧、陈炯明等人白纸黑字的谋杀指令。此项指令从来没有被相关学者认真解读过，甚至于连柏文蔚本人，在生前都没有意识到自己曾经面临的生命危险。”依据是1916年3月孙中山写给居正的信中说：“柏（文蔚）宣誓入党，最近亦有书来达意，果到青岛，请当日人面与之相见。叩其服从弟命令否？如彼唯唯，则兄应以总司令地位临之，使就范围。否则，当托萱兄设法去之，毋使纷扰。”但学者杨天石批评道：柏文蔚原来不赞成孙中山发动反对袁世凯的二次革命，属于以黄兴为首“欧事研究会”一派。后来转变态度，加入中华革命党，并于3月7日上书孙中山，表示愿意重新在长江一带“谋举义帜”，要求孙中山“指示机宜”。当时，孙中山已任命居正为中华革命军东北军总司令，以日人萱野长知为顾问，一心一意在青岛指挥山东起义，初时颇有进展。孙中山此函是告诉居正，如果柏文蔚来到青岛，首先须问其是否服从孙的命令，在其表态同意后，就用总司令的身份接待柏，使其接受领导，否则，就托日本顾问萱野长知“设法去之”。这里的“去之”，意思是使柏文蔚离开青岛，免其在指挥机关中提出不同意见，增加“纷扰”。张耀杰将其解释为“密杀令”，完全是误读。试问，柏文蔚放弃原来的立场，投奔孙中山麾下，孙中山却要命令日本人暗杀他。孙中山是疯了，还是丧心病狂？这样的误读还不止一处。

### 引用
1. ↑  见中国近代史新编 下册，第208页
2. ↑  . 神州日報 (上海). 1918-10-18.
3. ↑  李新總主編，中國社會科學院近代史研究所中華民國史研究室編，韓信夫、姜克夫主編 (编). . 北京: 中華書局. 2011年7月.
4. ↑  . 盛京時報 (奉天). 1913-06-07.
5. ↑  张耀杰. . 台北秀威信息科技股份有限公司. 2016年7月  [2024-09-21]. （原始内容存档于2024-09-21）.
6. ↑  杨天石,张弘.  (PDF). 社会科学论坛. 2016, (12): 142  [2024-09-21]. （原始内容存档 (PDF)于2025-03-27）.